# Matthieu Frédéric Blasius
Matthieu Frédéric Blasius (Lauterburg, Elzas, 24 april 1768 – Versailles, 1829) was een Frans componist, muziekpedagoog en dirigent.

## Levensloop
Van zijn vader Johann Michel Blasius kreeg hij de eerste muziekles. Ook twee van zijn broers Pierre Blasius en Ignace Blasius waren muzikanten, die van hun vader muziekles kregen. Matthieu Frédéric deed studies voor viool en klarinet bij de broers Georges Bernard en Jean Bernard in Straatsburg. Verder studeerde hij bij monsieur Stadt. Hij studeerde ook bij Abbé Johann Peter viool en klarinet en bij Abbé Franz Ignax fagot. In encyclopedieën van toen (Alexandre Étienne Choron en François Joseph Fayolle: Dictionnaire historique musiciens. 1817) was hij beschreven als virtuoos voor viool en klarinet. Al spoedig werd hij in het Straatsburgse muziekleven actief. Toen was er ook een goede contact tussen de muzikanten uit Mannheim (Mannheimer Schule) en de muzikanten uit Straatsburg.
In 1780 speelde hij in het orkest van het Théâtre des Petits Comédiens. Van 1784 tot 1790 maakte hij concertreizen met zijn broers en speelde in Parijs op de Concert Spirituel een eigen viool concerto. De broers werden ook in de Parijse muziekkringen spoedig actief en zij waren deel van de alsacienne colonnel een groot aantal van muzikanten uit de Elzas, die toen, in de tweede helft van de 18e eeuw, na Parijs uitweken.
Van 1789 tot 1795 was hij lid van het harmonieorkest van de Nationale Garde de Parijs. De leden van dit orkest gaven in de École gratuite de Musique de la garde National Parisienne, dat later het Institut national de musique was, muziekonderwijs voor jonge muzikanten, die lid van een militair orkest werden. Deze school is later samen met een andere school overgegaan in het Conservatoire national de musique. Hij werd in 1795, samen met zijn broer Pierre Blasius, professor voor blaasinstrumenten aan het Conservatoire national supérieur de musique te Parijs. Eveneens was hij dirigent in de Opéra comique en ook dirigent van militaire harmonieorkesten (Garde Consulaire) onder Napoleon (Grenadiers de la Garde Napoleon 1er).
Zijn eerste succes was de opera, zowel als componist als ook als dirigent van 1802 tot 1816 van de Comédie italienne, uit die later de Opéra comique werd.
Met de restauratie van Lodewijk XVIII in 1814 werd Blasius voor twee jaar lid van het privéorkest van de Koning en ook directeur en componist van de keizerlijke garde.
Hij schreef een concertante symfonie, vier klarinetconcerten, drie vioolconcerten, achttien kwartetten, zestien trio's voor twee violen en altviool, vele opera's en een groot aantal werken voor blazers en harmonieorkesten.

## Composities

### Werken voor orkest
- Concert no. 1 en do majeur voor klarinet en orkest
  1. Allegro maestoso
  2. Adagio
  3. Rondeau. Allegretto
- Concert no. 2 en fa majeur voor klarinet en kamerorkest
  1. Allegro
  2. Romanza
  3. Allegro
- Concert no. 3 voor klarinet en orkest
- Concert no. 4 voor klarinet en orkest
- Concert no. 1 voor viool en orkest
- Concert no. 2 voor viool en orkest
- Concert no. 3 voor viool en orkest
- Symphonie concertante voor twee hoorns en orkest

### Werken voor harmonieorkest
- 1794 Ouverture voor harmonieorkest
- Suite d'harmonie no.1 en si bémol majeur
  1. Allegro Molto - Siciliano - Tempo I
  2. Andantino
  3. Allegro Moderato
  4. Andante
  5. Grazioso
  6. Allegretto
- Suite d'harmonie no.2 en mi bémol majeur
  1. Allegro
  2. Andante
  3. Cantabile
  4. Chansonette
  5. Allegro
  6. Andante
  7. Allegro
- Suite d'harmonie no.3 en mi bémol majeur
  1. Allegro Maestoso
  2. Andante
  3. Écho. Allegro
  4. Andante
  5. Allegro Moderato
  6. Tambourin. Allegretto

### Muziektheater

#### Opera's
| Voltooid in | titel | aktes   | première     | libretto                                       |
| ----------- | --- | ------- | ------------ | ---------------------------------------------- |
| 1788        | La Paysanne supposée ou La Fête de la moisson | 3 aktes | 1788, Parijs | C. Dubois                                      |
| 1789        | L'amour hermite pièce anacréontique | 1 akte  | 1789, Parijs | Phillippe Desriaux                             |
| 1793        | Le Pelletier de St. Fargeau ou Le Premier martyr de la République française | 2 aktes | 1793, Parijs | Auguste Louis Bertin d'Antilly                 |
| 1794        | Le Congrès des rois; (in samenwerking met: Henri Montan Berton, Étienne Nicolas Méhul, Luigi Cherubini, Nicolas-Marie Dalayrac, Prosper-Didier Deshayes, François Devienne, André Ernest Modeste Grétry, Louis Emmanuel Jadin, Rudolphe Kreutzer, Jean Pierre Solié en Armand-Emmanuel Trial) | 3 aktes | 1794, Parijs | Desmaillot, pseudoniem van Antone-François Eve |
| 1798        | Africo et Menzola |         | 1798, Parijs |                                                |
| 1802        | Don Pédre et Zulika |         | 1802, Parijs |                                                |
| 1805        | Fernand, ou Les Maures | 3 aktes | 1805, Parijs | André Jacques Coffin-Rony                      |

### Kamermuziek
- Zes Sonata's voor fagot en cello, op. 57
- Zestien Trio's voor twee violen en altviool
- Trio Dialogues voor viool, klarinet en piano, op. 31 no. 1
  1. Allegro
  2. Rondeau-Allegretto
- Dixhuit Quatuors Concertants voor klarinet, viool, altviool en cello

### Pedagogisch werk
- 1796 Nouvelle méthode de clarinette et raisonnement des instruments, principes et théorie de musique
- 1800 Méthode de basson

## Publicaties
- Cathy Louise McCormick:  Mathieu-Frederic Blasius (1758-1829): A Biographical Sketch, Catalog of Works, and Critical Performance Edition of the "Quatour Concertant in F, Op. 1, No. 1" Ph.D. dissertation, Michigan State University. 1983.
- Luc D.M.A. Jackman: Early Clarinet Perfomance as described by modern specialists, with a performance edition of Matthieu Frédéric Blasius Deuxieme Concerto de Clarinet. 2005. 284 p.

- Biblioteca Nacional de España: XX1639302
- Bibliothèque nationale de France: cb14000839z (data)
- CiNii: DA10802541
- Gemeinsame Normdatei: 116200367
- International Standard Name Identifier: 0000 0001 1570 8827
- Library of Congress Control Number: nr92009241
- MusicBrainz: 5c9ab262-8ebe-43a1-b4e0-368f7e85a418
- Nationale Bibliotheek van Tsjechië: mzk2011671900
- Nationale Bibliotheek van Israël: 987007288532505171
- Nederlandse Thesaurus van Auteursnamen: 144408074
- Système universitaire de documentation: 147078202
- Virtual International Authority File: 54343207
- WorldCat: E39PBJtmmJBMqWgWHHHF3pDpfq